# Kaseria pallida
Kaseria pallida är en fjärilsart som beskrevs av William Schaus 1906. Kaseria pallida ingår i släktet Kaseria och familjen tandspinnare. Inga underarter finns listade i Catalogue of Life.